# Ubogie kraje o wysokim zadłużeniu
     Kraje kwalifikujące się do pomocy HIPC w pełnym zakresie.
     Kraje kwalifikujące się do częściowej pomocy HIPC.
     Kraje kwalifikujące się do pomocy HIPC, ale niespełniające jeszcze wszystkich wymogów.

Państwa należące do Programu Redukcji Zobowiązań Najbiedniejszych i Najbardziej Zadłużonych Państw Świata.
Kraje kwalifikujące się do pomocy HIPC w pełnym zakresie.
Kraje kwalifikujące się do częściowej pomocy HIPC.
Kraje kwalifikujące się do pomocy HIPC, ale niespełniające jeszcze wszystkich wymogów.

Program Redukcji Zobowiązań Najbiedniejszych i Najbardziej Zadłużonych Państw Świata (ang. Heavily Indebted Poor Countries; HIPC) – grupa 40 najsłabiej rozwiniętych krajów z wysokim poziomem ubóstwa i nawisem zadłużenia (debt overhang). Kraje te potrzebują szczególnej pomocy ze strony Międzynarodowego Funduszu Walutowego oraz Banku Światowego.
Program Redukcji Zobowiązań Najbiedniejszych i Najbardziej Zadłużonych Państw Świata powstał z inicjatywy Międzynarodowego Funduszu Walutowego i Banku Światowego w 1996 r. Zapewnia on redukcję zadłużenia i nisko oprocentowane kredyty mające na celu wyeliminowanie lub zmniejszenie długu zewnętrznego do zrównoważonego poziomu. Aby zostać zakwalifikowanym do programu kraj musi zmagać się z niezrównoważonym długiem, który nie może być spłacony bez pomocy z zewnątrz. Udzielenie pomocy jest uzależnione od tego czy kraj spełnia szereg celów z zakresu zarządzania i wydajności.
We wrześniu 2009 roku program wytypował 40 krajów, które kwalifikują się do redukcji zadłużenia. Prawie 75% tych krajów to kraje Afryki subsaharyjskiej. Kraje które otrzymały pełne lub częściowe umorzenie długu to:
| Kraje które już otrzymały pomoc (28) 1. Afganistan 2. Benin 3. Boliwia 4. Burkina Faso 5. Burundi 6. Kamerun 7. Republika Środkowoafrykańska 8. Republika Konga 9. Etiopia 10. Gambia 11. Ghana 12. Gujana 13. Haiti 14. Honduras 15. Madagaskar 16. Malawi 17. Mali 18. Mauretania 19. Mozambik 20. Nikaragua 21. Niger 22. Rwanda 23. Demokratyczna Republika Wysp Świętego Tomasza i Książęcej 24. Senegal 25. Sierra Leone 26. Tanzania 27. Uganda 28. Zambia | Kraje które zostały wyznaczone do otrzymania pomocy, ale proces się jeszcze nie zakończył (7) 1. Czad 2. Gwinea 3. Togo 4. Demokratyczna Republika Konga 5. Guinea Bissau 6. Wybrzeże Kości Słoniowej 7. Libera | Kraje co do których nie ma jeszcze decyzji (5) 1. Komory 2. Kirgistan 3. Sudan 4. Erytrea 5. Somalia |